# Wim Landman
Pour les articles homonymes, voir Landman.
Willem Landman, plus connu sous le nom de Wim Landman, né le 13 avril 1921 à Rotterdam aux Pays-Bas et mort le 27 juin 1975 à Bleiswijk, est un ancien footballeur international néerlandais, qui évoluait au poste de gardien de but.

## Biographie

### Carrière en sélection
Avec l'équipe des Pays-Bas, il joue 7 matchs (pour aucun but inscrit) entre 1952 et 1956. 
Il joue son premier match en équipe nationale le 15 novembre 1952 contre l'Angleterre et son dernier le 4 novembre 1956 contre le Danemark.
Il participe aux Jeux olympiques de 1948 et de 1952 (sans jouer de matchs lors de ces compétitions).
Il se suicide le 17 juin 1975, à l'âge de 54 ans.